# Eugene Wright
Eugene Wright, kallad "The Senator" Eugene Wright, född 29 maj 1923 i Chicago, Illinois, död 30 december 2020, var en amerikansk jazzbasist, mest känd för sitt arbete som medlem i The Dave Brubeck Quartet, och på gruppens mest kända album Time Out (1959), med pianisten Brubeck, trummisen Joe Morello och saxofonisten Paul Desmond.
Wright, kallad "The Senator", spelade med Lonnie Simmons grupp, och ledde sitt eget band, the Dukes of Swing, men hans stora genombrott kom när han blev rekryterad av Dave Brubeck. 
Utöver Brubeck så spelade Wright med många jazzstjärnor, inklusive Count Basie, Charlie Parker, Billie Holiday, Carmen McRae, Buddy DeFranco, Cal Tjader, Kai Winding, Karen Hernandez, Sonny Stitt, Gene Ammons, Dottie Dodgion, Lee Shaw, Dorothy Donegan och Monty Alexander.
Basically Wright är en bok med hans kompositioner för bas publicerad av Hansen.